# Sergio Mariotti
Sergio Mariotti (* 10. August 1946 in Florenz) ist ein italienischer Schachspieler mit dem Titel eines Internationalen Großmeisters.
Mariotti gewann 1965 die italienische Jugendeinzelmeisterschaft. 1969 wurde er Einzelmeister bei den Erwachsenen und errang den Titel eines Internationalen Meisters. 1971 gewann er nochmals den nationalen Einzeltitel und erzielte zugleich seine erste Großmeisternorm. 1974 errang er bei der Schacholympiade in Nizza eine Bronzemedaille als Einzelspieler am ersten Brett im Finale B. Insgesamt nahm er zwischen 1972 und 1988 an vier Schacholympiaden teil. 1974 erhielt er den Titel eines Großmeisters. Damit war er der erste Italiener, dem dies seit Einführung des Titels 1950 gelang.
1976 erreichte er das Interzonenturnier von Manila. Dort errang er den geteilten zehnten Platz, punktgleich mit Boris Spasski, Florin Gheorghiu und Wolfgang Uhlmann.
Aus beruflichen Gründen verringerte er in der Folge die Zahl seiner Turniere. Von 1994 bis 1996 war er Präsident des italienischen Schachverbands. Später war er als Betreuer der Nationalmannschaft tätig. Vereinsschach spielte Mariotti für die Mannschaft von GS Banco di Roma, mit der er zwischen 1976 und 1986 viermal am European Club Cup teilnahm, später für den CS Surya Montecatini, mit dem er am European Club Cup 1998 teilnahm.
Mariottis Elo-Zahl beträgt 2291 (Stand: August 2016), seine höchste Elo-Zahl von 2495 erreichte er im Januar 1975.